# Bruce Kendall
Anthony Bruce Kendall (Papakura, 27 juni 1964) is een windsurfer uit Nieuw-Zeeland. Kendall heeft deelgenomen aan de Olympische Zomerspelen 1984, 1988 en 1992. In 1984 won hij de bronzen medaille en vier jaar later werd hij olympisch kampioen bij het windsurfen. Kendall werd in 1993 wereldkampioen windsurfen op de Mistral in Kashiwazaki.
In 2008 heeft Kendall zich samen met Aaron McIntosh proberen te plaatsen in Tornado klasse voor de Olympische Zomerspelen.
Kendall werd door koningin Elizabeth II in 1989 benoemd tot lid in de Orde van het Britse Rijk vanwege zijn verdiensten voor het windsurfen.
Zijn zus Barbara Kendall won tijdens de Olympische Zomerspelen 1992 de gouden medaille bij het windsurfen, zij is tevens voormalig IOC-lid.
1984: Stephan van den Berg ·
1988: Bruce Kendall ·
1992: Franck David ·
1996: Nikolaos Kaklamanakis ·
2000: Christoph Sieber ·
2004: Gal Fridman ·
2008: Tom Ashley ·
2012: Dorian van Rijsselberghe ·
2016: Dorian van Rijsselberghe ·
2020: Kiran Badloe ·
2024: Tom Reuveny